# Nightmare (festival)
Pour les articles homonymes, voir Nightmare.
Nightmare, ou A Nightmare in Rotterdam, est un festival néerlandais de techno hardcore organisé par Paul Elstak et B2S. Ce festival a généralement lieu dans le stade omnisports de Rotterdam Ahoy, situé à Rotterdam, aux Pays-Bas.

## Histoire

### Première période
L'évènement se déroule pour la première fois en 1992 (ou 1993 selon certaines sources) au Parkzicht, boîte de nuit de Rotterdam, sur une idée d'un de ses DJ, Paul Elstak, sous l'intitulé A Nightmare at the Park. Le 14 août 1993, l'évènement se passe à l'Energiehal de Rotterdam, et se renomme officiellement A Nightmare in Rotterdam, la campagne publicitaire portant l'effigie de Freddy Krueger, héros du film Les Griffes de la nuit, en version originale « A Nightmare on Elm Street ». L'évènement devient tellement populaire qu'il a lieu presque tous les mois, mais après neuf soirées à l'Energiehal, A Nightmare in Rotterdam s'arrête brusquement en septembre 1995.

### Retours sporadiques
Pratiquement dix ans après son brusque arrêt, l'évènement revient avec une nouvelle édition intitulée A Nightmare in Rotterdam: The Legend Returns le 28 février 2004. Cette édition est un tel succès que le 11 décembre de la même année, une nouvelle édition a lieu, intitulée Never Sleep Again. Les artistes présents à cet évènement incluent Darkraver, Masters of Ceremony, Neophyte, Nosferatu, DJ Panic, Rob Janssen, MC Joe, The Stunned Guys et Tommyknocker. En 2005, nouvelle édition du festival le 17 décembre, intitulée Welcome to Wonderland, rassemblant Angerfist, DJ Neophyte, Claudio Lancinhouse, Darkraver, Darkvizion, Paul Elstak, Endymion, Evil Activities, DJ Gizmo, JDA, Jappo, Omar Santana, Ophidian, Outblast, Panic, Tha Playah, Predator, Scott Brown, Stanton, Vince, Waxweazle et 'S'Pete.
Le 16 décembre 2006, l'édition Enter The Time Machine a pour thème le voyage dans le temps ; les danseurs de l'Ahoy Rotterdam sont invités à retourner à l'époque de l'Energiehal, « Mecque du hardcore » à l'époque, et les organisateurs, Mid-Town Records et UDC, se sont efforcés de rendre une ambiance similaire à celle des soirées d'avant 1995. La programmation était alors essentiellement orientée early hardcore, le décor représentait une machine à remonter le temps d'où sortaient les DJ's avant de rejoindre les platines, sur trois scènes différentes, hardcore, rave et live act (en direct). Le CD/DVD enregistré lors de cette soirée est plutôt bien accueilli par le public.
Le 5 mai 2012, une nouvelle édition nommée Re-enter the Time Machine est organisée,. Une dernière édition est organisée en 2017. Après cinq ans d'absence, une nouvelle édition est annoncée pour 2023 célébrant les 30 ans d'existence du festival,,,.

## Concept
2005 est la première année lors de laquelle une édition en plein air est organisé, intitulée A Nightmare Outdoor, le 28 mai sur les plages des Pays-Bas. En 2006, deuxième édition en plein air, mais elle rencontre quelques problèmes et est repoussée au 9 septembre à Hoeksche Waard, près de Rotterdam, soirée qui reçoit des plaintes des riverains. Ces plaintes portaient principalement sur le bruit et les lumières. N'étant pas pour autant découragé, le festival s'organise de nouveau à Binnenmaas. Le 15 septembre 2007, le festival y revient pour une seconde édition, mais l'expérience ne sera pas renouvelée par la suite. A Nightmare in Rotterdam « outdoor » se déroule désormais à l'Evenemententerrein Luttenberger de Hellendoorn, à partir de 2008, puis en 2009.

## Programmation notable
| Date         | Lieu                        | Nom       | Participants | Réfs   |
| ------------ | --------------------------- | --------- | --- | ------ |
| 28 juin 2014 | Stade Feijenoord, Rotterdam | Nightmare | - Podium 1 — Main Stage, animé par MC Ruffian : Paul Elstak, Promo, Ruffneck, Nosferatu, Bike, The Stunned Guys, Tommyknocker, Re-Style, The Wishmaster, Nightmare All Stars. - Podium 2 — Energiehal, animé par MC TMC : Rotterdam Terror Corps, Jones & Stephenson, Scott Brown, Euromasters, Waxweazle, Claudio Lancinhouse, Gijs (Demi Sec), Placid K, Tango and Cash, Lunatic and Miss Hysteria, Dazzler, OCD Podium 3 — Prspct, animé par MC Dart : Manu le Malin, Igneon System, Lowroller, Thrasher, Bryan Fury, Sei2ure, Detest, Sinister Souls, Angel, NSH Crew - Podium 4 — 010 Classics, animé par MC Alee : Yves Deruyter, Darkraver, Franky Jones, Stanton, Rotterdam Termination Source, Mike S, Reza, Ferry Salee, Lars, Psyco DJ, Alessondro Stasi - Deux autres podiums. | [ 11 ] |